# Once a Rocker, Always a Rocker
Once a Rocker, Always a Rocker est un album du Joe Perry Project sorti en 1983.

## Liste des morceaux
1. Once A Rocker, Always A Rocker 2:56
2. Black Velvet Pants 3:20
3. Women In Chains 4:01
4. 4 Guns West 3:27
5. Crossfire 5:36
6. Adrianna 3:20
7. King Of The Kings 3:50
8. Bang A Gong 3:56
9. Walk With Me Sally 3:16
10. Never Wanna Stop 4:23

## Composition du groupe pour l'enregistrement
The Project :
- Joe Perry: guitare, chant
- Cowboy Mach Bell: chant, Percussions
- Danny Hargrove: basse
- Joe Pet: batterie